# Geremia Barsottini
Geremia Barsottini (Levigliani, 8 maggio 1812 – Capriglia, 10 giugno 1884) è stato un religioso, poeta e critico letterario italiano.

## Biografia
Entrò diciottenne nella casa degli Scolopi del Pellegrino, a Firenze, dove compì i suoi studi. Passò quindi ad insegnare retorica nei collegi di Urbino, di Modigliana, e – dopo aver ricevuto gli ordini nel 1836 – nuovamente a Firenze, nel collegio di S. Giovannino.
Era dotato di una certa facilità nel versificare, e si cimentò in tutti i generi di poesia, sia pure non toccando mai vette artistiche, e privilegiando i versi d'occasione.  
Nel 1838 pubblicò (unitamente a Stanislao Gatteschi) la fortunata antologia di Prose e poesie italiane scelte ad uso delle scuole pie (Firenze, Tipografia calasanziana), che ebbe numerose riedizioni. 
Di simpatie liberali e patriottiche, preferì i poeti romantici (primi fra tutti Manzoni e Prati), ed ebbe predilezione per Giovanni Fantoni, che additava ai suoi studenti come modello di sapienza metrica. La sua poesia fu di ispirazione romantica, con una predilezione per gli ottonari e i decasillabi manzoniani, ma si cimentò anche nell'imitazione della strofa saffica fantoniana. Avendo fatto studi classici, amò la poesia greca e fu il primo nelle scuole a selezionare alcuni episodi dell'Iliade fornendone un riassunto critico. Un'antologia di passi scelti omerici confluì ne Le bellezze d'Omero.
Dotato di notevoli doti didattiche, ebbe notevole influenza su allievi che sarebbero divenuti importanti letterati, quali Adolfo Bartoli (suo allievo nel periodo 1844-1848), Giosuè Carducci (1849-1851), e molti altri. Del Carducci fu maestro alle scuole Pie scolopie di san Giovannino per il biennio di retorica. Ebbero un buon rapporto anche se lo già spiccato classicismo carducciano fece sì che più intenso fosse il legame tra il padre e un discente, anch'egli illustre, più vicino alla poetica romantica: Enrico Nencioni.
La principale raccolta delle sue Poesie fu pubblicata nel 1855 (Firenze, Le Monnier), e venne stroncata dal Carducci, con dei versi derisori.
Nel 1856 lasciò Firenze per Pietrasanta, dove venne nominato rettore delle locali scuole pie degli Scolopi.
Nel 1872 tornò ad insegnare a Firenze col più vivo rammarico di lasciare la Versilia, finché, per ragioni di salute, si ritirò nel 1883 a Capriglia, dove morì l'anno successivo.
La sua influenza su Carducci fu alquanto sottolineata da Anna Evangelisti, ma il resto degli studiosi tende a sminuirla, riconoscendo in un altro scolopio, Francesco Donati, un maestro di vita per il vate versiliese. Con Donati mantenne rapporti ben più stretti, anche se non va passato sotto silenzio il fatto che in una lettera a questi indirizzata nel 1859 Carducci raccomandasse di salutare Barsottini e come qualche anno dopo, mentre Giosuè si trovava con Giuseppe Chiarini a Firenze, incontrarono Barsottini che col sorriso gioviale che lo contraddistingueva (unito a una robusta corporatura) elogiò il professore dell'Università di Bologna per la grande carriera che stava realizzando nell'insegnamento.
Quando Donati morì a Seravezza, nel 1877, fu Barsottini a dettare la scritta apposta alla parete di destra della cappella della Madonna del Rosario del Duomo di Seravezza, dove l'amico era stato tumulato.

## Opere principali
- Raccolta di prose e poesie italiane, Firenze, 1838.
- Poesie, Firenze, 1855.
- Poesie italiane, postume, Prato, 1891.
- Prose italiane, postume, Prato, 1891.